# (1817) Katanga
(1817) Katanga est un astéroïde de la ceinture principale.

## Description
(1817) Katanga est un astéroïde de la ceinture principale. Il fut découvert le 20 juin 1939 à Johannesbourg par Cyril V. Jackson. Il présente une orbite caractérisée par un demi-grand axe de 2,37 UA, une excentricité de 0,19 et une inclinaison de 25,7° par rapport à l'écliptique.

## Nom
L'astéroïde a été nommé d'après le Katanga, principale région minière de la République démocratique du Congo. La province renferment de très riches gisements de cobalt, cuivre, fer, radium, uranium, et diamant.

## Compléments